# Glamsbjerg
Glamsbjerg war bis zum 31. Dezember 2006 Hauptort der gleichnamigen Gemeinde auf der Insel Fünen in Dänemark. Die Gemeinde erstreckte sich auf einer Fläche von 91 km² und hatte zuletzt 5924 Einwohner (2006). Gut die Hälfte der Bevölkerung lebte im Hauptort der Gemeinde. Am 1. Januar 2007 wurde die Gemeinde mit Assens, Haarby, Tommerup, Vissenbjerg und Aarup zusammengelegt, wodurch die neue Assens Kommune entstand. Sie ist Teil der Region Syddanmark.
Die an der Bahnstrecke zwischen Odense und Assens gelegene Stadt Glamsbjerg entstand 1884 in Zusammenhang mit dem Ausbau des Eisenbahnnetzes auf Fünen. Im Zentrum des Ortes stehen noch mehrere Häuser, die aus der Zeit um 1900 stammen.
Heute beherbergt Glamsbjerg die örtliche Landpolizei, eine Bibliothek, ein Arztzentrum, ein Altenheim, gastronomische Einrichtungen und mehrere Schulen. Einer der größten Arbeitgeber ist die Firma Kerry Ingredients & Flavours. Sie stellt Käsepulver und Aromen her.
Das 1931 errichtete Freilichtmuseum in Gummerup, südlich von Glamsbjerg, fungiert als lokales Heimatmuseum, während das 2001 eröffnete Škoda-Museum, das in einer alten Scheune des Schlosses Krengerup untergebracht ist, verschiedene, zwischen 1937 und 2004 gefertigte Modelle der tschechischen Automobilmarke präsentiert.

## Söhne und Töchter der Gemeinde
- Ambrosius Stub (1705–1758), dänischer Dichter (vor seinem Geburtshaus in Gummerup erinnert ein Gedenkstein an ihn)